# Глизе 12 b
Глизе 12 b — экзопланета у звезды Глизе 12.
Транзитная экзопланета Глизе 12 b была открыта космическим телескопом TESS и в мае 2024 года были опубликованы два независимых исследования, подтверждающих её существование. Глизе 12 b по размерам аналогична Земле и Венере и совершает оборот вокруг своей звезды каждые 12,8 дня. Её масса слабо ограничена, но известно, что она менее чем в 4 раза больше массы Земли.
Наряду с планетами у звезды TRAPPIST-1, Глизе 12 b является одной из ближайших известных экзопланет, открытых транзитным методом, с относительно умеренным климатом и, таким образом, является многообещающей целью для космического телескопа Джеймса Уэбба, который сможет определить наличие у неё атмосферы. Глизе 12 b вращается немного ближе, чем внутренний край обитаемой зоны своей материнской звезды, с инсоляцией между уровнями Земли и Венеры. Его равновесная температура, предполагающая нулевое альбедо, равна 315 К (42 ° C; 107 ° F); если бы у него была атмосфера, температура поверхности была бы выше этой.